# Pterinochilus murinus
Pterinochilus murinus é uma espécie de aranha pertencente à família Theraphosidae (tarântulas).
É uma espécie encontrada na Angola e África do Sul. Os criadores e colecionadores de aranhas procuram esta, pela sua cor, laranja, muito diferente e bela.
As fêmeas medem de 6–4 cm e os machos de 4-2.
Possuem todo seu corpo da cor alaranjada, sendo nas pernas, destacados aneis alaranjados brilhantes. Os pelos do corpo são mais curtos e os das penas, consequentemente, mais longos.

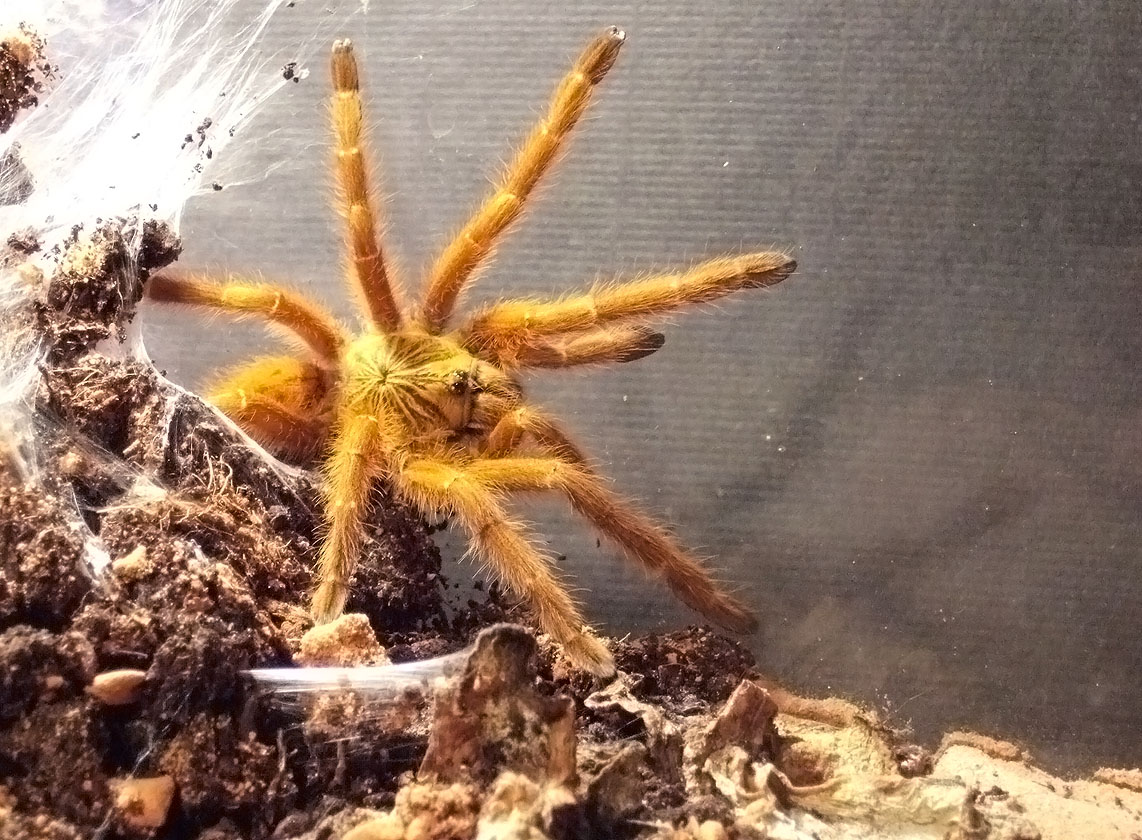

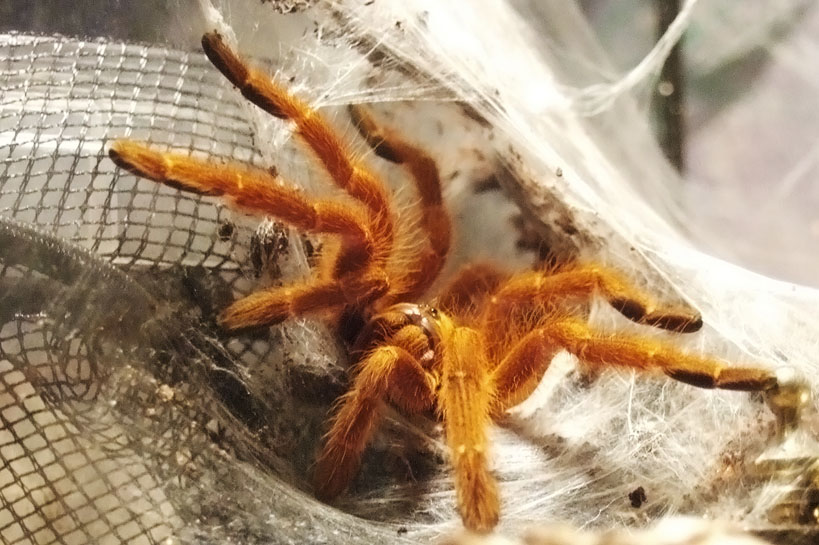

## Outros
Lista das espécies de Theraphosidae (Lista completa das Tarântulas.)